# 프랜시스 프레스턴 블레어
프랜시스 프레스턴 블레어 시니어(Francis Preston Blair, Sr. 1791년 4월 12일 ~ 1876년 10월 18일)는 미국의 정치인이자 언론인이다.
블레어는 버지니아주 워싱턴 군 애빙던 시에서 태어나 켄터키주로 이사갔다. 트란실바니아 대학교에서 언론학을 전공하여 1811년에 졸업하고 아모스 켄달의 Argus 지에 참여하였다. 1830년에는 프랭크퍼트에서 앤드루 잭슨의 열렬한 지지자가 되어 잭슨파벌 기관지로 알려진 Globe 지의 편집장이 되었다. 이 업무를 맡고 또 잭슨의 밀실정치 내각의 일원으로서 블레어는 상당 기간 강력한 영향력을 발휘했다. 워싱턴에서 잭슨을 거들던 시절 블레어는 현재 블레어 하우스로 알려진 집을 획득하였다. Globe 지는 1841년까지 정부 기관지였으며, 1945년까지는 민주당 기관지였다. 블레어는 1849년에 그 편집장직을 사임했다.
블레어는 노예를 거느리고 있었지만 멕시코 전쟁 이후 "현 상태" 이상으로 노예제가 확대되어서는 안 된다는 신념을 갖게 되었다. 1848년에는 자유토지당의 대통령 후보 마틴 밴 뷰런을 지지하였고, 1852년에는 프랭클린 피어스를 지지하였으나 곧 공화당 조직에 참여하게 되어 1859년 펜실베이니아주 피츠버그에서의 사전 협약에 주도적인 역할을 하였다. 이후 공화당 내에서 에이브러햄 링컨을 지지하였다.
섬터 요새가 함락되기 불과 3일 전이었던 1861년 4월 17일, 로버트 리 대령을 불러 연방군 사령관이 되어달라고 설득해 줄 것을 링컨에게 요청받았다. 다음 날 리와 블레어는 백악관 맞은 편 라파예트 광장에서 회동하였다. 리는 “미스터 블레어, 저 역시 연방의 분리는 무정부 상태와 같다고 여기고 있습니다. 만약 제가 남부에 4백만 명의 노예를 가지고 있다면, 연방을 위해서라면 모조리 희생할 수 있습니다. 하지만 어찌 제 고향인 버지니아를 향해 제 칼끝을 돌릴 수 있겠습니까?”라는 말로 블레어의 요청을 일언지하 거절하였다.
미국 남북전쟁이 종전한 이후, 블레어는 앤드루 존슨 대통령의 재건 정책의 비난론자가 되어 민주당에 재합류하였다. 그러다 1876년에 메릴랜드주 실버스프링에서 사망하였다.
아들로 몽고메리 블레어(1813년 ~ 1883년), 제임스 블레어(1819년 ~ 1852년), 프랜시스 프레스턴 블레어 주니어(1821년 ~ 1875년)가 있으며, 몽고메리는 링컨 내각의 각료가 되었고 프랜시스 주니어는 미국 내전 당시 장군으로 활동했다. 딸 엘리자베스 블레어(1818년 ~ 1906년)는 해군 소장 새뮤얼 필립스 리와 결혼했으며, 조카 벤저민 그라츠 브라운(1826년 ~ 1885년) 역시 정치인이 되었다. 고손자 몽고메리 클리프(1920년 ~ 1966년)는 배우이다.

## 참고 자료
- 본 문서에는 현재 퍼블릭 도메인에 속한 브리태니커 백과사전 제11판의 내용을 기초로 작성된 내용이 포함되어 있습니다.
- Goodwin, D. K. Team of Rivals: The Political Genius of Abraham Lincoln. New York: Simon & Schuster, 2005. ISBN 1-4165-4983-8 (electronic edition).